# The International Graduate School of Science and Engineering
Die International Graduate School of Science and Engineering ist eine Einrichtung der Technischen Universität München (TUM). Gegründet wurde sie im Rahmen der sogenannten Exzellenzinitiative Deutschlands im Jahr 2006. Ziel der Graduate School ist die Förderung von interdisziplinärer Spitzenforschung im Bereich der Natur- und Ingenieurwissenschaften. Das besondere dabei ist, dass sehr gute Studenten oder Postgraduierte individuell gefördert werden. Ziel ist für die oder den Teilnehmer die Erstellung einer Promotion, die sich durch ihre exzellente Qualität auszeichnet. Sowohl persönlich als auch wissenschaftlich sollen junge Forscher optimale Entwicklungsmöglichkeiten an der TUM erhalten.
Bevorzugte Forschungsfelder von IGSSE sind:
- Computational Science & Engineering
- Energy, Geodynamics & Environment
- Biomedical Engineering
- Nanotechnology & Advanced Materials

Der Anspruch der Graduate School soll folgenden Kriterien genügen:
- Interdisziplinär: Fachübergreifende Forschung ist Voraussetzung für ein IGSSE-Projekt. Dabei soll nicht nur interdisziplinär, sondern auch teamorientiert mit Doktoranden, Postdocs und Professoren zusammengearbeitet werden.
- International: Ein internationaler Forschungsaufenthalt ist für jeden IGSSE-Studenten verpflichtend. Aber nicht nur die Teilnehmer sollen ausländische Erfahrung sammeln. Auch ausländische Partner der Technischen Universität München können an IGSSE-Projekten in Deutschland teilnehmen und werden gefördert.
- Gender balanced: Um die immer noch vergleichsweise niedrige Zahl von Frauen in den technischen und naturwissenschaftlichen Berufen zu erhöhen, wird besondere Rücksicht auf die Bedürfnisse von Frauen, Eltern und Familien genommen.
- Praxisnah: Die IGSSE-Projekte stehen in enger Kooperation mit Partnern aus Industrie und anderen Forschungsbereichen. Dadurch soll der Austausch zwischen Forschung und Industrie gesichert werden.

## IGSSE-Organisationsstruktur
Direktor ist Barbara Wohlmuth von der TUM. Als Geschäftsführer fungiert seit 2023 Susanne Kravitz. Die wissenschaftliche Qualität von IGSSE soll dadurch gewährleistet bleiben, dass nahezu alle Mitglieder des Verwaltungsrates ausgewiesene Wissenschaftler sind und zum Teil selbst IGSSE-Research-Groups leiten. Auch die IGSSE-Doktoranden haben eine Stimme im Verwaltungsrat, wodurch der direkte Kontakt zwischen Vorstand und Mitgliedern gesichert ist.

## Stipendien
Für IGSSE-Stipendiaten stehen neben dem monatlichen Stipendium weitere Mittel zur Verfügung. So wird z. B. die Anschaffung notwendiger Geräte und Materialien übernommen. Eine Befreiung von Studiengebühren ist für 6 Semester gewährleistet. 